# Sier van Rhijn
Petrus Hendrik (Sier) van Rhijn (Venlo, 17 augustus 1922 – Amsterdam, 12 januari 1989) was een Nederlands architect. Hij was zoon van timmerman Johan Jacob Martin van Rhijn en Geertruide (Truce) van Doorn. Hij is broer van beeldhouwer Jac van Rhijn.

## Leven
Hij kreeg zijn opleiding aan de Hogere technische school (HTS) en aan de Academie van Bouwkunst (1947-1953). Hij ging na zijn studie aan de slag bij zijn docent Abraham Elzas, waarna hij vanaf 1961 een eigen architectenbureau bestierde. Vanaf 1960 was hij ook al docent aan de genoemde Academie, maar kreeg met weerstand te maken van architecten als Aldo van Eyck en Herman Hertzberger . 
Hij heeft als voorbeeld de Franse architect Le Corbusier en ontwierp in een stijl verwant aan het brutalisme maar tevens invloeden kende vanuit het dadaïsme. Begin jaren zeventig van de 20e eeuw raakte hij betrokken bij stadsvernieuwingsprojecten in Amsterdam. Hij is dan niet alleen betrokken bij nieuwbouw, maar werd ook ingeschakeld bij losstaande projecten zoals het Mozeshuis (uitbreiding van de Mozes en Aäronkerk met Merkelbachprijs 1971 en sinds 2016 een gemeentelijk monument) aan de Jodenbreestraat en uitbreidingen van het Rembrandthuis.
Onder invloed van zijn leermeester Abraham Elzas waaide er een frisse wind op de Academie, dat langzaam een overgang maakte van het Nieuwe Bouwen naar modernere bouwstijlen. Naar aanleiding van Van Rhijns afstudeerproject, een ontwerpplan voor een nieuw museum aan het Museum, noemde hij hem “een der beste van de leergang”. Een van zijn eerste echte werken betrof de Bijenkorf in Rotterdam; Van Rhijn kon meeliften op Elzas aanstelling als hoofdarchitect bij HEMA, dat toen De Bijenkorf in beheer had. Daar waar hij eerst voornamelijk strakke gebouwen leverde, kwamen in andere objecten meer ronde vormen voor, juist als contrast tegen rechte vormen. 
Sier van Rhijn was jarenlang bestuurslid van de Stichting Noordhollandse Welstandscommissie.

## Werklijst
- devotiekapel Lichtenvoorde;[2]
- Studentenkerk en –pastorie in Nijmegen;
- LTS in Vught (1966) en LTS Don Bosco, Valkenswaard;[3]
- HEMA’s (met Elzas) en winkels voor Modecentrum Van Oorschot (als zelfstandig architect) in Roosendaal, Helmond, Oss, Boxmeer en Weert;
- Ontwerp voor het nieuw te bouwen Stadhuis in Amsterdam (1967);
- Woningbouwprojecten aan de Sloterkade, Heintje Hoeksteeg en Eerste Oosterparkstraat 107-143, Amsterdam;
- inbouw Oosterkerk en de aula van de Koninklijke Nederlandse Academie van Wetenschappen;
- Gebouw Royal Damcenter naast de Bijenkorf Amsterdam, dat Van Rhijn maar niet door de welstandscommissie Amsterdam kreeg, totdat Cees van Dam werd ingeschakeld;
- Bruggen in Amsterdam.

### Oostlijn
Van Rhijn is Amsterdam en omstreken vooral bekend vanwege zijn samenwerking met Ben Spängberg van de Dienst der Publieke Werken in het ontwerp van eigenlijk alle bouwwerken in de Oostlijn van de Amsterdamse metro. Spängberg en Van Rhijn en ook Fons van der Berg hebben samen gestudeerd aan de Academie en delen hun architectonische inzichten. Hun beoordelaars bij de PW waren dan weer collega’s van Van Rhijn en Spängberg aan de Academie. Er werd een samenhangend ontwerp gemaakt voor vijf ondergrondse en vijftien bovengrondse metrostations, bouwkundige kunstwerken, bijbehorend straatmateriaal, bruggen, viaducten en onderdoorgangen. Daarmee zou de herkenbaarheid groeien, wat weer de sociale acceptatie zou vergroten; broodnodig na de rellen vanwege de huizensloop in het centrum van Amsterdam. Binnen die eenheid zijn allerlei variaties mogelijk op detailniveau, die tevens moesten bijdragen aan de menselijke maat. Het brutalisme is nog terug te vinden in de grove afwerking. Zo bleven caissonvoegen en afdrukken van betonbekistingen met het blote oog zichtbaar. Daartegenover staan dan sommige artistieke kunstwerk aangebracht in de stations. Voor de bovengrondse metrostation geldt nog dat ze als herkenningspunt moesten dienen in de vol te bouwen woonwijken. Van Rhijn en Spangberg verzonnen daarvoor de transportkokers, in de volksmond aangeduid met slurf. Door het aaneenschakelen van kleine bouw(onder)delen hoopten de architecten de menselijke maat te houden binnen op zich grote objecten. Het project verkreeg in 1980 de Merkelbachprijs (vernoemd naar architect Ben Merkelbach).
Om het geheel af te werken ontwierpen Van Rhijn en Spangberg nog een speciaal station voor de plaatsing bij het Station Amsterdam Centraal. Ondertussen was er een omslag geweest en de gemeente zag niets in dat ontwerp; er volgde nog een tweede, maar het kwam er niet. Men zag onder invloed van diverse actiegroepen liever de terugkomst van het Noord-Zuid Hollandsch Koffiehuis. Naar de mening van het duo was dat een terugkeer omwille van terugkrijgen wat er eens was.

## Afbeeldingen

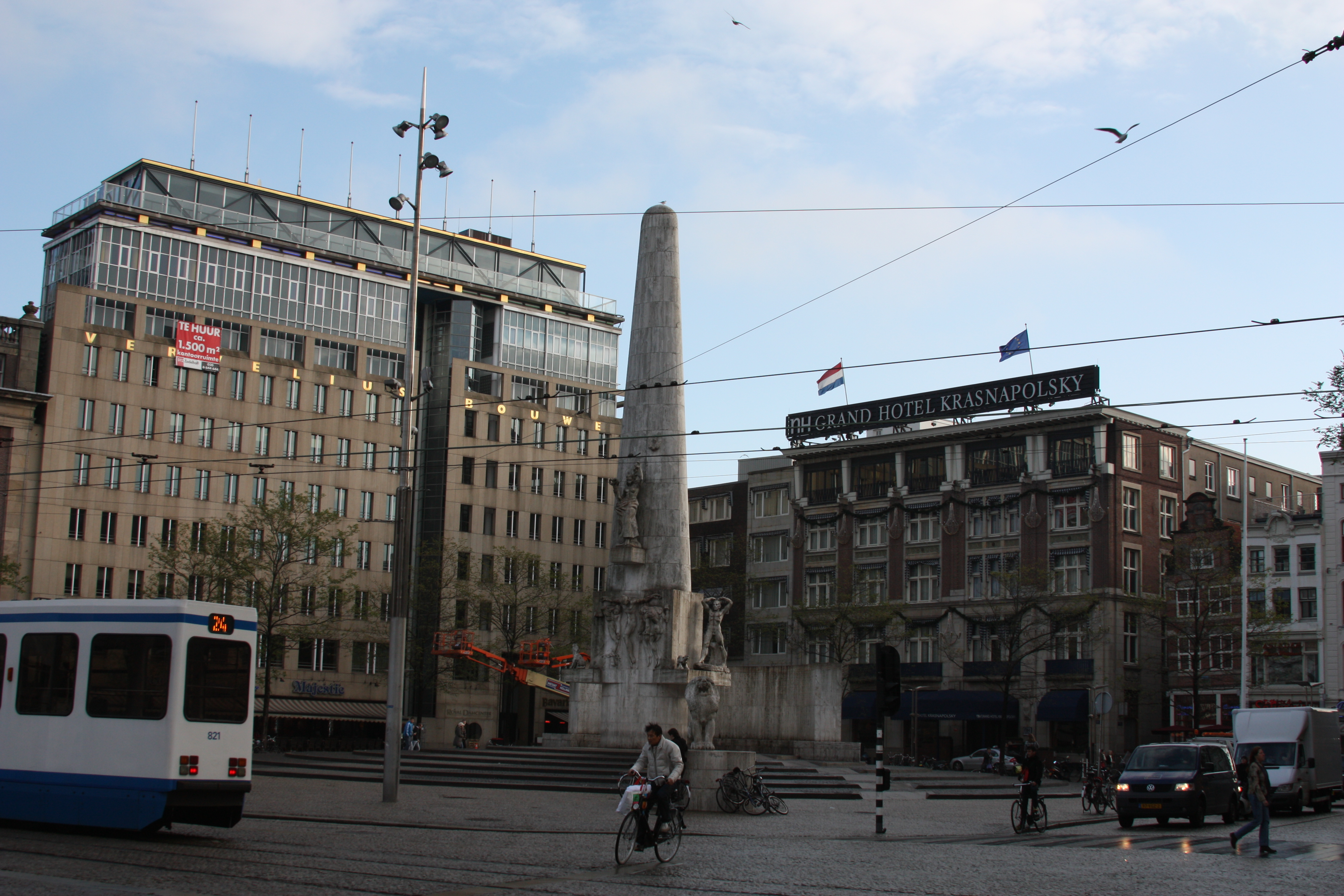
Links ”Royal Damcentre" (2009)
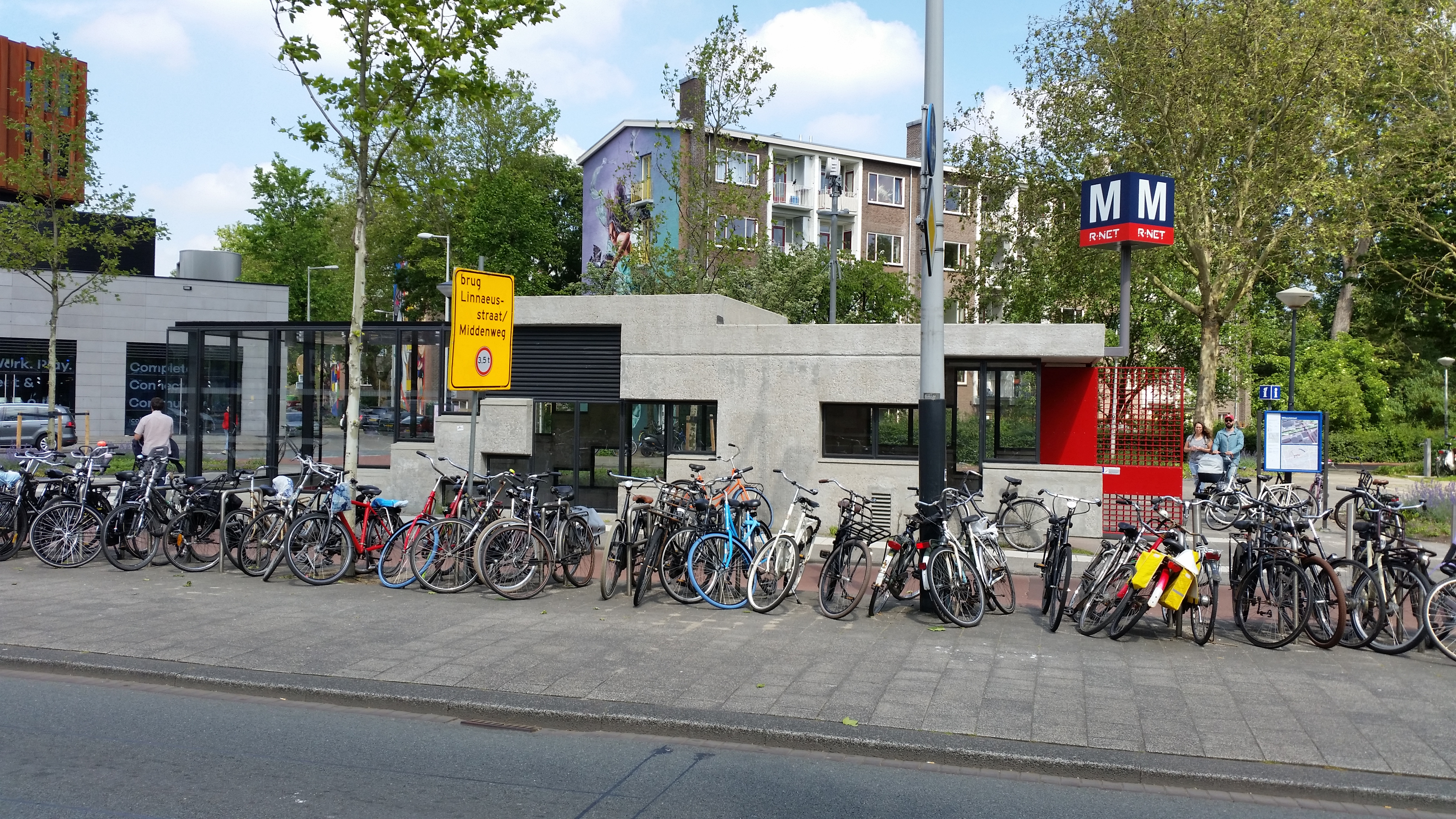
Ingang metrostation Wibautstraat (2019)
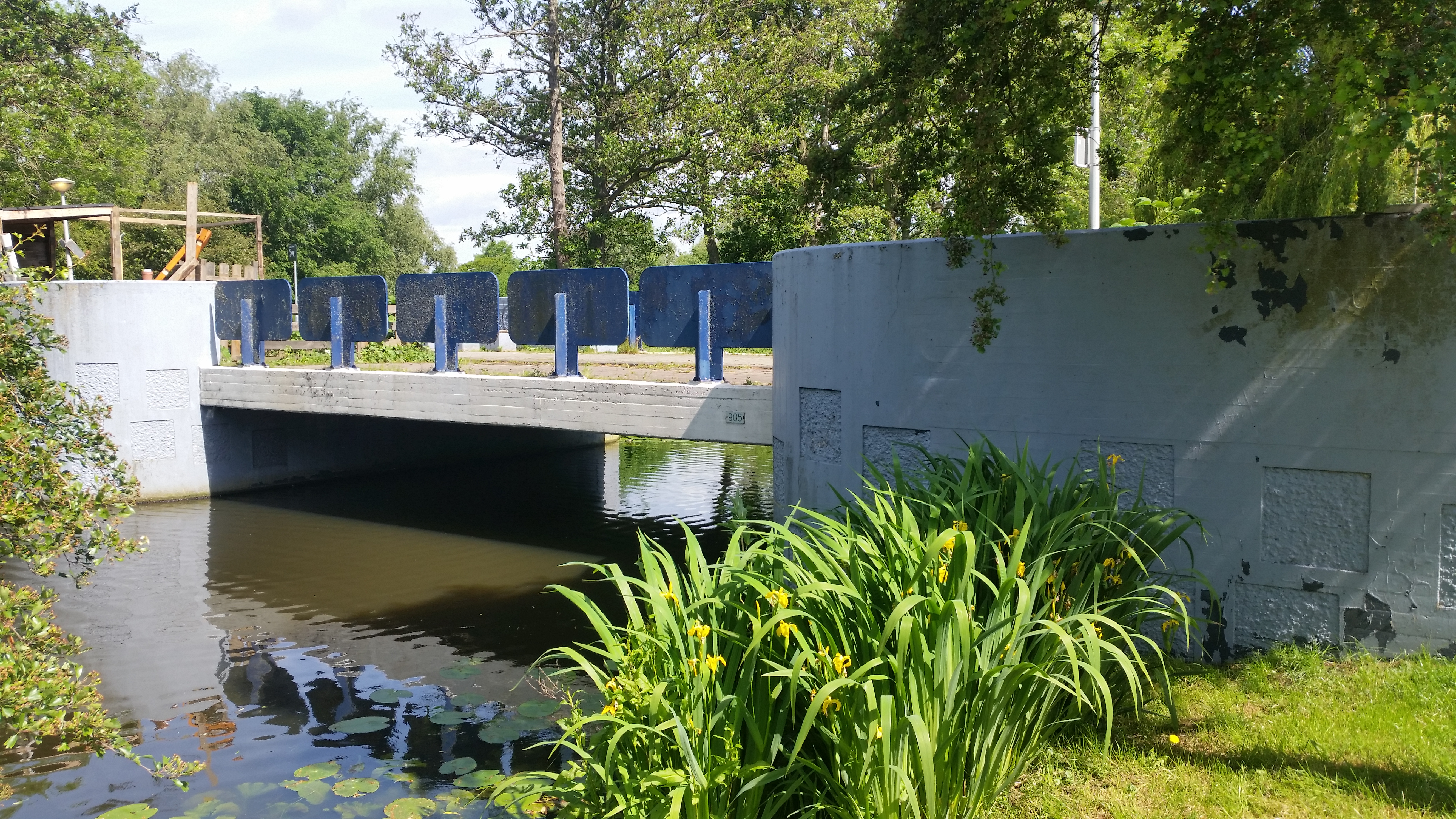
Brug 905 (2019)

- RKD-Nederlands Instituut voor Kunstgeschiedenis: 66525
- Union List of Artist Names: 500014848
- Virtual International Authority File: 95772018